# Comité Revolucionario Central
El Comité Revolucionario Central (Comité révolutionnaire central, en francés) fue un partido político francés del siglo XIX de ideología socialista y revolucionaria.
Fue creado en 1881 por Edouard Vaillant, tras la muerte del revolucionario francés Louis Auguste Blanqui, para continuar su línea. El CRC se funda, por tanto, sobre una línea ideológica y práctica estrictamente blanquista: socialismo revolucionario, conspiracionismo, ateísmo y jacobinismo.
En 1888 el CRC sufre una numerosa escisión boulangista (seguidores del movimiento encabezado por el general Georges Boulanger), liderada por cuadros como Ernest Granger, Ernest Rcche o Henri Rochefort. Esta fracción formará el Comité Central del Socialismo Revolucionario, que explora la síntesis boulangista entre nacionalismo jacobino y socialismo.
Tras la escisión boulangista, el CRC vira hacia el sindicalismo revolucionario y la defensa de la huelga general. En ese nuevo marco, el CRC se ve reforzado por la adhesión de la Alianza Comunista Revolucionaria, fracción disidente del POSR allemanista. La ACR funciona en un régimen de cierta autonomía en el Comité, rebautizado en 1898 con el nombre de Partido Socialista Revolucionario (Parti socialiste révolutionnaire, en francés).
El PSR es uno de los partidos que participa en el proceso de unificación socialista que culmina en la fundación de la SFIO. En 1902, se fusiona con el Partido Obrero Francés de Guesde y Lafargue en el PSdF.
- Datos: Q928279
- Multimedia: Comité révolutionnaire central / Q928279